# Гальперіна-Гінзбург Олена Абрамівна
Гальперіна-Гінзбург Олена Абрамівна (1884, Михайлівка, Таврійська губернія — 18 травня 1922, Берлін) — одна з перших спеціалісток у галузі юриспруденції в Російській імперії, родом з України. У 1904—1907 роках навчалася в Паризькій школі права в Парижі (фр. École de Droit de Paris).

## Біографія
Олена Гінзбург народилася в багатодітній родині, була п'ятою дитиною. Навчалася в Феодосійській гімназії. З 1901 року разом з родиною мешкала в Києві. У 1903 році поїхала поступати до юридичного факультету в Брюсселі, але їй відмовили, залишивши вільною слухачкою. Невдовзі вона повернулася до Києва. Утім за деякий час їй вдалося вступити до Паризької школи права, де вона була серед лише 5 жінок на курсі. 1907 року вона закінчила університет і повернулася на батьківщину. 1909 року склала іспити на ступінь магістра права при Харківському університеті.
У 1909 році подавала декілька клопотань щодо дозволу вести адвокатську діяльність, але отримала відмови від окружного суду, Судової палати та Сенату. Після цього працювала в газеті «Киевская мысль» у 1909-1913 роках і громадських організаціях. Зокрема заснувала Лігу захисту дитинства. Опікувалася також правами жінок.
У 1914 році одружилася з Арнольдом Гальперіним, діячом соціал-демократичного руху. Публікувалася в журналах «Журнал Министерства юстиции» та «Журнал уголовного права и процесса». У 1914 році була серед членів російської групи Міжнародного союзу криміналістів.
З 1921 року подружжя мешкало в Берліні. Померла 18 травня 1922 року внаслідок хвороби серця. Могила розташована на цвинтарі Паркфрідгоф у Ліхтерфельде.
Сестра Фріда (1874,  Михайлівка, Таврійська губернія — 6 березня 1962, Чикаго), доктор медицини, – друга дружина Дмитра Миколайовича Григоровича-Барського[джерело?].

## Праці
4 праці у виданні «Журнал уголовного права и процесса» присвячені Київському товариству патронату, реформі французького права («Реформа французского уголовного процесса», №4, 1912), боротьбі з порнографією у Франції («Борьба с порнографией», №1, 1913), а також впливу преси на злочинність. Серед інших:
- Гальперина-Гинзбург Е. А. Женщина-крестьянка в нынешней войне и реформа волостного самоуправления. Доклад, читаный на совещании делегаток женской организации в г. Москве 23–24апреля 1916г. О Лиге равноправия женщин. Москва, 1916. 16с.
- Гальперина-Гинзбург, Е. А. Мировая война и судьбы международного права. Петроград: Типография Товарищества А. С. Суворина, 1916. 64 с.
- Гальперина-Гинзбург, Е. А. Мир русской революции или Мир Вильсона?: (Гарантии прочного мира). Киев: Тип. «Культура и знание», 1919. с.14.
- Гальперина-Гинзбург, Е. А. Под знаменем права: сб. статей / Предисловие и редакция А.Кизеветтера. Берлин, 1923. 375 c.